# Teucholabis patens
Teucholabis patens är en tvåvingeart som beskrevs av Alexander 1939. Teucholabis patens ingår i släktet Teucholabis och familjen småharkrankar. Inga underarter finns listade i Catalogue of Life.